# БТР-МДМ

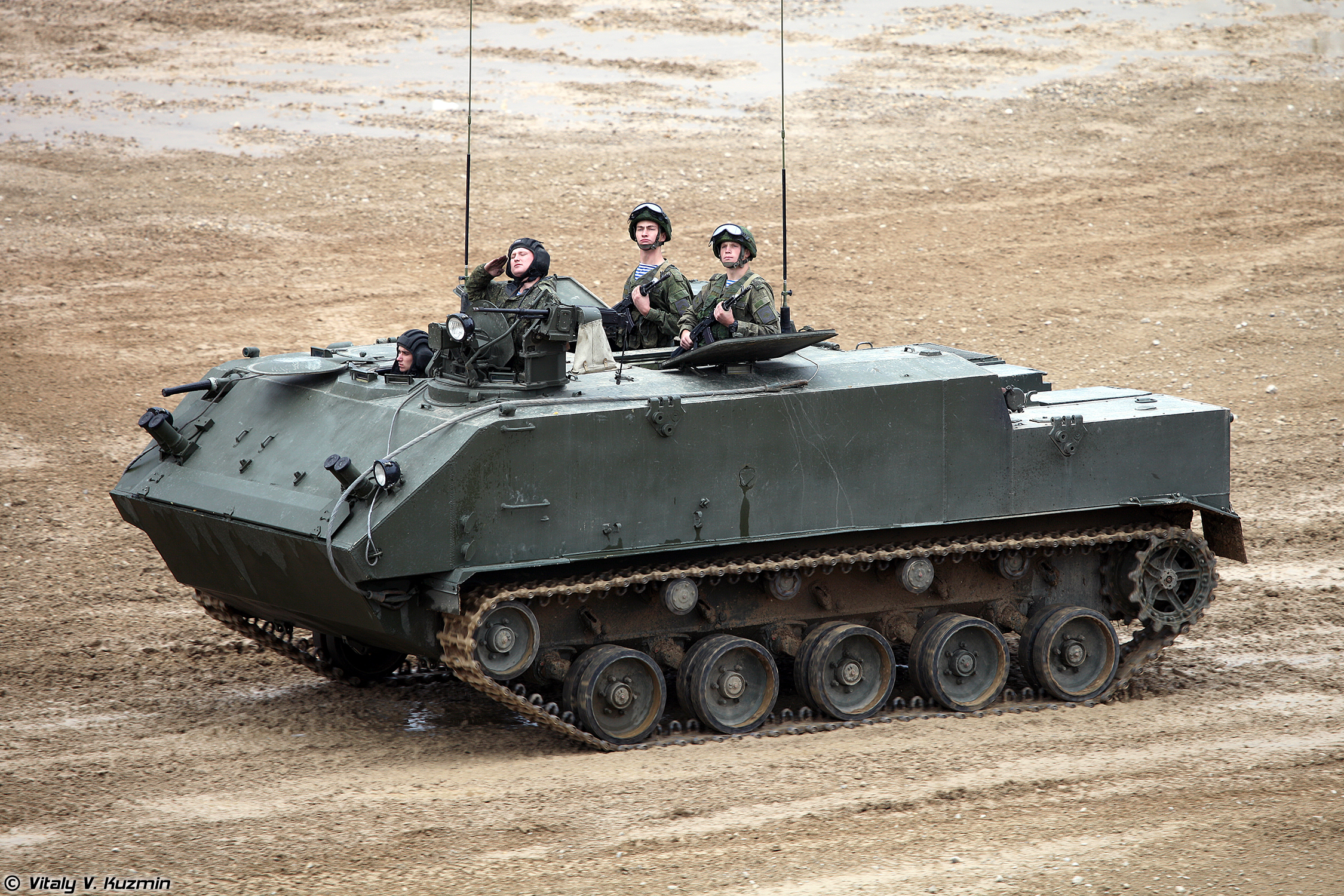
БТР-МДМ

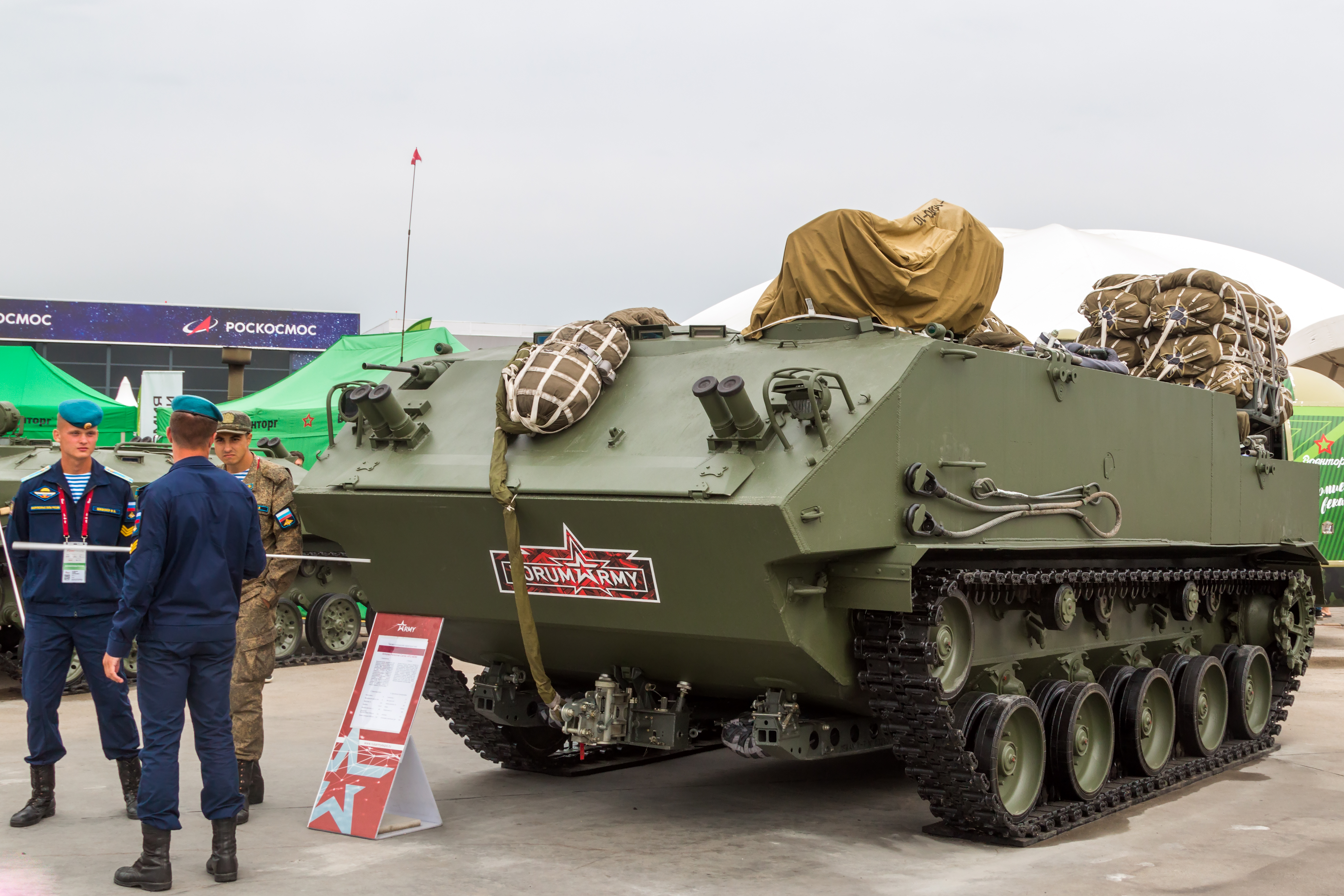

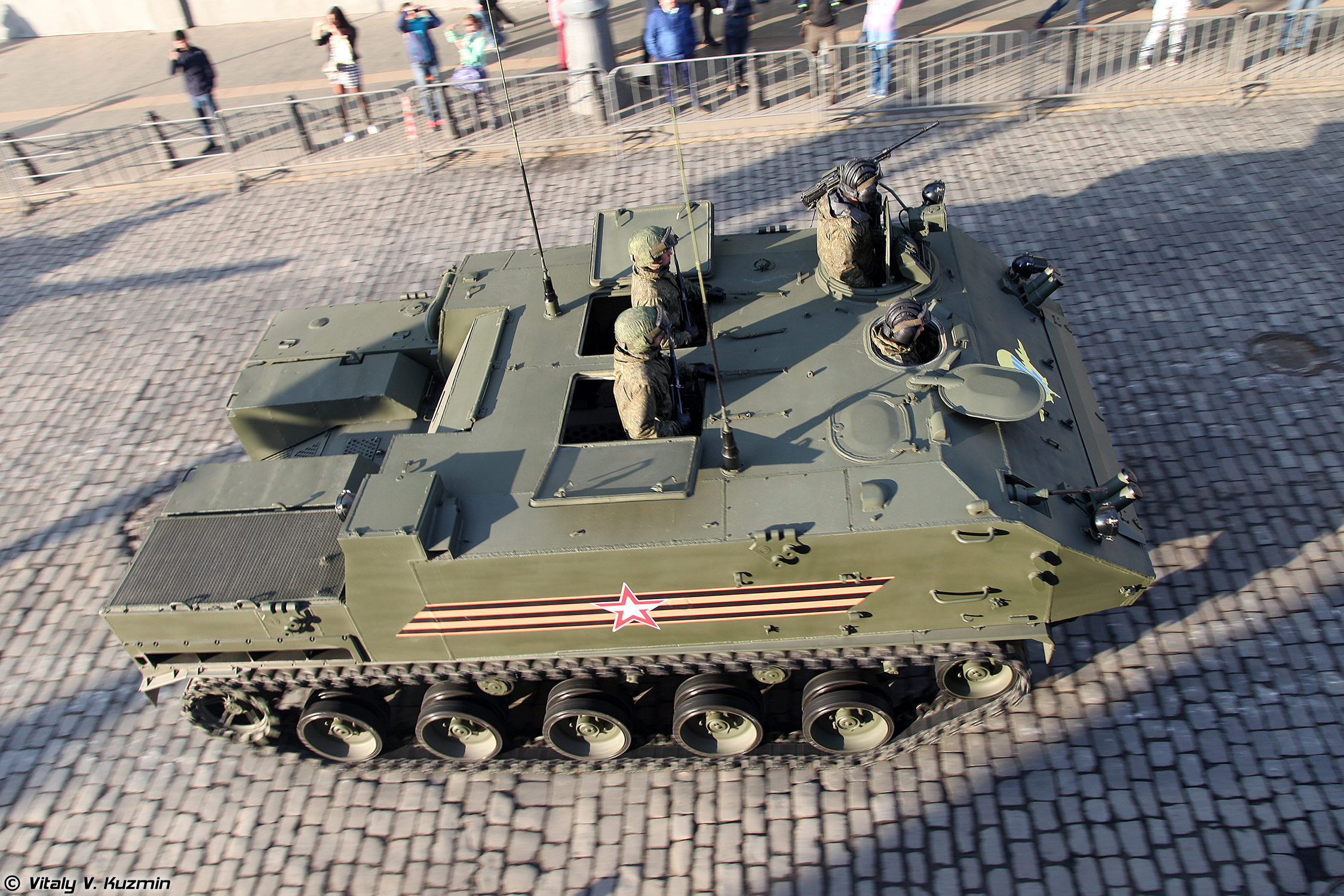

БТР-МДМ — усовершенствованная версия БТР-МД, находящаяся на стадии малосерийного производства. Иногда его называют «Ракушка» или «Ракушка М». Об этом стало известно в 2013 году.
БТР-МД создан на базе боевой машины десанта БМД-4. Усовершенствованный БТР-МДМ имеет те же усовершенствования, что и боевая машина десанта БМД-4М, включая ряд аналогичных автомобильных компонентов. Эта машина предназначалась для замены БТР-Д , используемого с середины 1970-х годов. Первая партия из 12 БТР-МДМ была поставлена в российскую армию для испытаний и оценки в 2015 году. Официально она была принята на вооружение в 2016 году. К 2017 году в ВДВ России эксплуатировалось около 80-100 бронетранспортеров БТР-МДМ. В 2018 году заказана еще одна партия из 58 машин со сроком поставки в 2018—2020 годах. Предполагается, что к 2022 году на вооружении российских воздушно-десантных дивизий находилось около 160—200 БТР-МДМ. В 2022 году БТР-МДМ участвовал в боевых действиях на Украине, где некоторое количество этих машин было потеряно. В 2022 году было поставлено еще как минимум 8 таких бронемашин.
Этот бронетранспортер был специально разработан для российских воздушно-десантных частей. Его можно сбрасывать с военно-транспортных самолетов. Его защита довольно легкая.
Корпус этой машины имеет алюминиевую броню. Двигатель расположен сзади, а десантное отделение — посередине. Внутренний объем значительно больше, чем в БТР-Д. Управляет этой бронемашиной экипаж из двух человек, включая водителя и командира машины. Водитель сидит посередине. Эта машина вмещает 13 десантников однако места для сидения десанта весьма ужаты. В качестве альтернативы внутри можно перевозить до 6 носилок. Вход и выход осуществляется через задний люк или люки в крыше.
Броня довольно тонкая. Он обеспечивает защиту только от огня стрелкового оружия и осколков артиллерийских снарядов. Транспортное средство оснащено системами защиты от ядерного оружия и автоматического пожаротушения.
Имеются два пулемета калибра 7,62 мм. Один из них установлен на крыше и управляется дистанционно. Второй расположен спереди и управляется одним из десантников.
Ряд автомобильных узлов БТР-МДМ аналогичен БМД-4М. Двигатель, трансмиссия, водометы и ряд других узлов фактически были взяты от боевой машины пехоты БМП-3М. Были сообщения, что БТР-МДМ надежнее исходного БТР-МД.
БТР-МДМ оснащен дизельным двигателем УТД-29 мощностью 500 л. с. Это улучшение по сравнению с двигателем БТР-МД мощностью 450 л. с. Автомобиль имеет гидропневматическую подвеску с изменяемым дорожным просветом. Такая подвеска позволяет сбрасывать машину на платформы с парашютом. БТР-МДМ является полностью амфибийным. На воде, если приводится в движение двумя водометами. Он может пересекать озера и реки.

## ТТХ
- Страна происхождения:	Россия
- Принят на вооружение:	2016 год
- Экипаж:	2
- Персонал:	13
  - Размеры и вес
- Масса:	13,2 т
- Длина:	~ 6,1 м
- Ширина:	~ 3,1 м
- Высота:	~ 2,5 м
  - Вооружение
- Пулеметы:	2 × 7,62 мм (6 000 патронов)
  - Мобильность
- Двигатель:	УТД-29 дизель
- Мощность двигателя:	500 л. с.
- Максимальная скорость дороги:	70 км/ч
- Скорость амфибии на воде:	10 км/ч
- Диапазон:	500 км

## Варианты
- РЛС МРУ-Д (9С931-2) на базе шасси БТР-МДМ. Машина предназначена для обнаружения воздушных целей на малых и средних высотах. Она может обнаруживать самолеты, вертолеты и БПЛА. Она обнаруживает воздушные цели на дальности до 40 км (на средних высотах). Эта машина может сопровождать до 100 целей одновременно. Она предоставляет данные о целях для групп ПЗРК, вооруженных системами «Верба» . Данные о стрельбе передаются непосредственно в прицел оператора. Таким образом, команды ПЗРК знают направление приближения воздушной цели еще до того, как ее можно будет заметить. Эта машина повышает вероятность поражения низколетящих воздушных целей, в том числе самолетов, вертолетов и БПЛА. МРУ-Д имеет два рабочих места. Одним из них можно управлять дистанционно с автомобиля. Подготовка радара к работе занимает 5 минут. В 2018 году первые комплексы МРУ-Д были поставлены в Воздушно-десантные войска России.
- МП-Д (9С931-3) — автоматизированная система управления ПВО, созданная на базе шасси БТР-МДМ. Эта необычная машина оснащена системой «Барнаул-Т». Она может обнаруживать воздушные цели на дальности до 150 км (на средних высотах). Эта машина может одновременно сопровождать 100 воздушных целей. Она предоставляет данные о целях для групп ПЗРК, вооруженных системами «Верба». Данные о стрельбе передаются непосредственно в прицел оператора. Таким образом, команды ПЗРК знают направление приближения воздушной цели еще до того, как ее можно будет заметить. Эта машина повышает вероятность поражения низколетящих воздушных целей, в том числе самолетов, вертолетов и БПЛА. Имеет 6 рабочих мест. 4 из них могут работать дистанционно с машины. Подготовка машины к работе занимает 5 минут.

## На вооружении
Россия ― 90 БТР-МДМ по состоянию на 2024 год.